# Haas VF-19
El Haas VF-19 es un monoplaza de Fórmula 1 diseñado por Haas F1 Team para competir en la temporada 2019. La unidad de potencia, el sistema de transmisión de ocho velocidades y el sistema de recuperación de energía son los que usa la Scuderia Ferrari. El coche fue conducido por el francés Romain Grosjean y el danés Kevin Magnussen.
Con la introducción de Rich Energy como auspiciante principal del equipo, la pintura del monoplaza es principalmente negra y dorada, teniendo una similitud con los Lotus de los años '70 y '80 bajo el auspiciante de John Player Special.

## Resultados
(Clave) (negrita indica pole position) (cursiva indica vuelta rápida)

| Año     | Motor            | Neu. | N.º | Pilotos         | 1   | 2   | 3   | 4   | 5   | 6   | 7   | 8   | 9   | 10  | 11  | 12  | 13  | 14  | 15  | 16  | 17  | 18  | 19  | 20  | 21  | Puntos | Pos. |
| ------- | ---------------- | ---- | --- | --------------- | --- | --- | --- | --- | --- | --- | --- | --- | --- | --- | --- | --- | --- | --- | --- | --- | --- | --- | --- | --- | --- | ------ | ---- |
| 2019    | Ferrari 064 V6 t | P    |     |                 | AUS | BHR | CHN | AZE | ESP | MON | CAN | FRA | AUT | GBR | GER | HUN | BEL | ITA | SIN | RUS | JPN | MEX | USA | BRA | ABU | 28     | 9.º  |
| 2019    | Ferrari 064 V6 t | P    | 8   | Romain Grosjean | Ret | Ret | 11  | Ret | 10  | 10  | 14  | Ret | 16  | Ret | 7   | Ret | 13  | 16  | 11  | Ret | 13  | 17  | 15  | 13  | 15  | 28     | 9.º  |
| 2019    | Ferrari 064 V6 t | P    | 20  | Kevin Magnussen | 6   | 13  | 13  | 13  | 7   | 14  | 17  | 17  | 19  | Ret | 8   | 13  | 12  | Ret | 17  | 9   | 15  | 15  | Ret | 11  | 14  | 28     | 9.º  |
| Fuente: |                  |      |     |                 |     |     |     |     |     |     |     |     |     |     |     |     |     |     |     |     |     |     |     |     |     |        |      |